# Fundació Privada Vallès Oriental
La Fundació Privada Vallès Oriental és una organització sense ànim de lucre fundada el 1965 que atén persones amb discapacitat intel·lectual en l'àmbit de Catalunya, amb la finalitat de millorar la seva qualitat de vida i, conseqüentment, la dels seus familiars. La seu de l'entitat està situada a la localitat de La Roca del Vallès (Barcelona). El paper de la Fundació és complementar els compromisos de l'administració pública amb la societat amb relació a l'atenció de persones amb discapacitat intel·lectual. Treballa perquè pacients i els seus familiars vegin reconeguts i garantits els drets a l'autonomia personal, la inclusió social i una vida i una educació de qualitat. El 2015 aquesta entitat va rebre la Creu de Sant Jordi.

## Història
L'any 1965, un grup de pares i mares preocupat per la qualitat de vida i el futur dels seus fills amb discapacitat intel·lectual van decidir constituir a Granollers l'Associació Patronat Comarcal de Pares de Persones amb Disminució Psíquica, amb l'objectiu de fomentar la seva assistència, recuperació i ensenyament. Van aprovar els estatuts de la nova entitat el 28 de juny d'aquell mateix any i, posteriorment, la van enregistrar a la Direcció General de Dret i Entitats Jurídiques de la Conselleria de Justícia de la Generalitat de Catalunya.
Des dels seus inicis, la junta directiva d'aquesta Associació sense ànim de lucre, presidida per Josep Pons i Carrencà i posteriorment, per Xavier Quincoces i Boter, va entendre que per portar a bon termini els seus projectes de futur, calia contractar personal professional qualificat tant pel que fa a les diferents àrees d'atenció a les persones amb discapacitat intel·lectual com per a l'àmbit de la gestió, que havia de treballar amb els criteris propis de l'empresa privada. Amb aquesta visió, el mes de setembre de 1991 va ser contractat com a Director General, Juan M. Monsalve Fernández, qui tenia i té entre les seves funcions la direcció de les diferents àrees de la institució i la missió d'engegar les noves accions que formen part dels projectes de futur, aprovats prèviament per la comissió permanent de l'Associació.
Aquestes accions s'inclouen al pla d'actuació que conté les línies de treball corresponents al període 1992-1994. La primera mesura que va implantar l'entitat va ser la creació d'un òrgan més àgil: una Fundació, que es va considerar la solució més eficaç donat el seu caràcter jurídic. Així, el 17 d'octubre de 1992, en una assemblea extraordinària, que es va celebrar a Granollers, es va prendre per majoria absoluta un important acord que contribuiria a millorar la gestió dels interessos i les activitats de l'Associació: constituir una Fundació privada que s'anomenaria Fundació Privada Vallés Oriental per a Disminuïts Psíquics, amb naturalesa permanent i de caràcter totalment social, que desenvoluparia la seva activitat sense afany de lucre i tindria per objectiu l'assistència de les persones amb discapacitat intel·lectual, sent regulada per la Junta de Patronat, que és el màxim òrgan de decisió de l'entitat.

## Serveis
La nostra activitat se centra, bàsicament, en dues àrees: l'Àrea de Serveis Diürns i l'Àrea d'Acolliment Residencial, aquestes tenen com a objectiu atendre les diferents necessitats que van apareixent al llarg de la vida de la persona adulta amb discapacitat intel·lectual i fomentar, al mateix temps, la inclusió social i l'autonomia personal.
Dins l'Àrea de Serveis Diürns, hi trobem el Centre Ocupacional “Xavier Quincoces” i el Centre Especial de treball “Xavier Quincoces”, i la Unitat de Suport a l'Activitat Professional:
- El Centre Ocupacional engloba el Servei de Teràpia Ocupacional (STO), que atén aquelles persones amb discapacitat intel·lectual que necessiten una intensa i/o periòdica atenció en la majoria d'activitats de la vida quotidiana (tant a nivell psicopedagògic, com social i personal), i el Servei Ocupacional d'Inserció (SOI), el qual està destinat a aquelles persones que necessiten un tipus de suport limitat, és a dir, només en determinades àrees i durant un temps concret; està adreçat a potenciar i conservar les capacitats personals i socials.

- El Centre Especial de Treball (CET)[5] està dirigit a persones amb discapacitat intel·lectual i amb una capacitat productiva per a gaudir d'un contracte laboral. És un pas previ de preparació per adquirir les habilitats necessàries per a la integració al règim de treball ordinari. El CET ofereix servei de Manipulació, Industrialització i Jardineria a diverses empreses i les ajuden així a complir la llei LISMI que fa referència a la integració social de les persones amb minusvalidesa (la llei estableix -per a les empreses de més de 50 persones en plantilla- l'obligació de contractar a un nombre de treballadors amb discapacitat no inferior al 2% del total del personal).

- La Unitat de Suport a l'Activitat Professional (USAP) està dirigida als treballadors i treballadores del Centre Especial de Treball “Xavier Quincoces”. La USAP col·labora i dona suport al CET, assegurant que l'adaptació laboral d'aquests/es sigui òptima i els ofereix el suport necessari que complementi les seves capacitats i hàbits laborals adequats.

D'altra banda, l'Àrea d'Acolliment Residencial es compon per la Residència i Centre de Dia “Valldoriolf” i el Servei d'Habitatge:
- La Residència és un servei integral que atén persones amb discapacitat intel·lectual profunda i severa que requereixen un suport extens o generalitzat. Està operatiu les 24 hores i els 365 dies de l'any amb l'objectiu de proporcionar una bona qualitat de vida als i les residents.

- El Centre de Dia proporciona una atenció especialitzada que atén grans discapacitats intel·lectuals que, per causa de la seva greu afectació psíquica associada o no a altres discapacitats tenen una total manca d'independència personal. Necessiten un control mèdic periòdic i per això, no poden integrar-se a la xarxa general de centres ocupacionals.

- El Servei d'Habitatge dona resposta a aquelles persones ateses als diferents serveis de l'Àrea de Serveis Diürns davant la necessitat personal o familiar de viure en una llar-residència fora de la llar familiar. Aquest servei està format per:

1. Llar Vallès
2. Llar Font Verda
3. Llar Jaume Gregori
4. Llar Jaume Anfruns
5. Servei de suport a l'autonomia a la pròpia llar
6. Projecte de creació d'una nova llar a Granollers (en fase de construcció)[6]